# Thrumpton
Thrumpton est un village du Nottinghamshire, en Angleterre. Il est situé dans l'ouest du district de Rushcliffe.